# 카루 (에스토니아)
카루(Karu)는 에스토니아 남부 발가주 터르바군(Tõrva Parish)의 빌리지이다. 카루의 인구 수는 2012년 1월 1일 기준으로 6명이다.